# Lightspan
 (septembre 2020).
Lighstpan est une société américaine à but lucratif ayant conçu des jeux vidéo éducatifs pour PlayStation. La société fusionne avec Plato Learning en 2003,,,,,,,,,,,,,,,,,.

## Lightspan Adventures
Lightspan Adventures est un ensemble de jeux éducatifs sur PlayStation destinés aux écoles américaines, qui n'ont pas été distribués via le circuit commercial traditionnel.

### Liste des jeux
- 16 Tales
- A Mars Moose Adventure - Cosmic Quest
- A Mars Moose Adventure - Stay & Play
- A Mars Moose Adventure - Walkabout
- Calamity
- Cali's Geo Tools
- Cosmic Cookoff
- Creative Camp
- Creative Isle
- Creative Journey
- Creative Voyage
- Every Child Can Succeed
- Faire Games
- Head to Toe
- KazMania
- K9.5
- Liquid Books
- Math Gallery
- Math on the Move!
- Mona & Moki
- P.K's Place
- The Quaddle Family Mysteries
- Road Writer
- Science is Elementary
- The Secret of Googol
- Story Lane Theater
- Str.at.ə.s.
- The Three Decoders
- Timeless Math
- Timeless Jade Trade
- Unknown Variable
- Write Away
- Family Connection - A Guide to Lightspan (disque promotionnel)